# Czuły Barbarzyńca

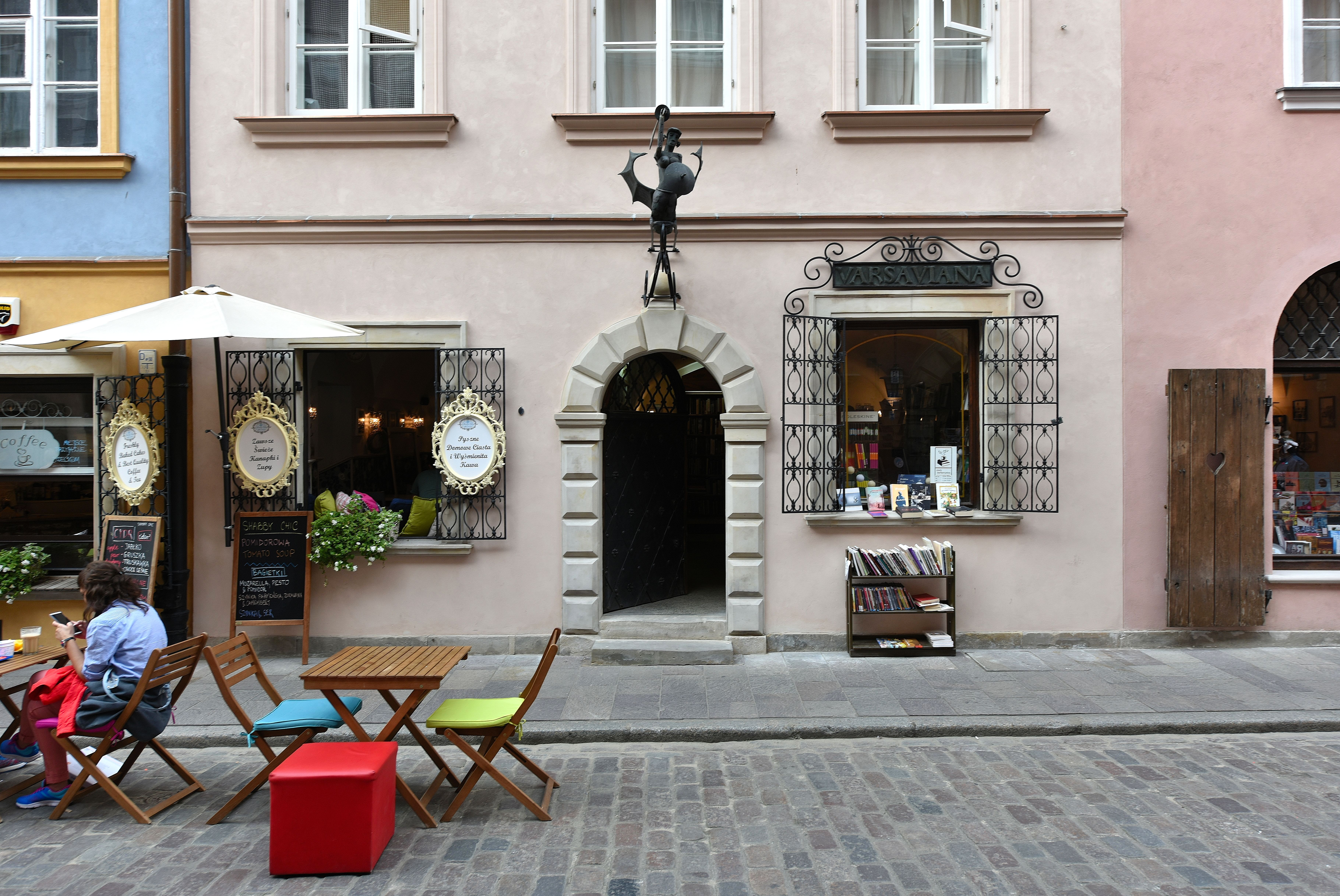
Kawiarnia „Czuły Barbarzyńca” na ul. Piwnej 20/26 w Warszawie

Czuły Barbarzyńca – warszawska kawiarnia literacka znajdująca się do lutego 2016 przy ul. Dobrej 31 na Powiślu, w pobliżu Biblioteki Uniwersyteckiej, a od 2016 działająca w dwóch nowych lokalizacjach w Warszawie.

## Opis
Była pierwszą w Warszawie kawiarnią z książkami. Była organizatorem spotkań kulturalnych. „Czuły Barbarzyńca” posiadał również filię w Krakowie przy ul. Brzozowej 15. 
Kawiarnia została zamknięta w lutym 2016. 
Od października 2015 roku posiada księgarnię przy ul. Piwnej 20/26, na warszawskim Starym Mieście oraz od kwietnia 2016 w Nowym Teatrze na ul. Madalińskiego 10/16.
Z księgarnią są związane wydawnictwo Czuły Barbarzyńca Press i Fundacja Czułego Barbarzyńcy